# Aristides Abranches
 Aristides Abranches  (1832 - 1892), foi um autor, tradutor e ensaísta português, nasceu em Lisboa, Portugal. Escreveu mágicas, comédias, dramas, operetas, zarzuelas e farsas, muitas das quais são imitações de textos estrangeiros que adaptava para a cena nacional. A sua obra não trouxe qualquer inovação mas granjeou-lhe popularidade. Fundou o Almanaque Taborda e, com Castilho e Melo, a Biblioteca Teatral de Portugal.